# Fujita Football Club 1990-1991
Questa voce raccoglie le informazioni riguardanti il Fujita Football Club nelle competizioni ufficiali della stagione 1990-1991.

## Stagione
Nonostante l'arrivo del centravanti boliviano Víctor Antelo, il Fujita fu eliminato nelle fasi iniziali delle coppe e non riuscì nell'obiettivo di una pronta risalita in prima divisione, concludendo al terzo posto con un consistente distacco dalla seconda classificata.

## Rosa
| N. |                     | Ruolo | Calciatore        |
| -- | ------------------- | ----- | ----------------- |
| 1  | Giappone (bandiera) | P     | Izumi Yokokawa    |
| 2  | Giappone (bandiera) | D     | Yutaka Ikeuchi    |
| 3  | Giappone (bandiera) | C     | Yuki Haruo        |
| 4  | Giappone (bandiera) | D     | Takeshi Motoyoshi |
| 5  | Francia (bandiera)  | D     | Michel Miyazawa   |
| 6  | Giappone (bandiera) | D     | Yoshihiro Natsuka |
| 7  | Giappone (bandiera) | C     | Hitoshi Nakata    |
| 8  | Giappone (bandiera) | D     | Akira Narahashi   |
| 9  | Bolivia (bandiera)  | A     | Víctor Antelo     |
| 10 | Giappone (bandiera) | A     | Osamu Taninaka    |
| 12 | Giappone (bandiera) | C     | Masaaki Mori      |

| N. |                     | Ruolo | Calciatore        |
| -- | ------------------- | ----- | ----------------- |
| 13 | Giappone (bandiera) | A     | Kōji Noguchi      |
| 15 | Brasile (bandiera)  | C     | Edson             |
| 17 | Giappone (bandiera) | C     | Masahiko Kuboyama |
| 19 | Giappone (bandiera) | A     | Satoshi Tezuka    |
| 20 | Giappone (bandiera) | A     | Takuya Takagi     |
| 21 | Giappone (bandiera) | P     | Nobuyuki Kojima   |
| 22 | Giappone (bandiera) | A     | Tōru Kamikawa     |
| 24 | Giappone (bandiera) | D     | Taku Watanabe     |
| 28 | Giappone (bandiera) | D     | Hiroaki Nagashima |
| 33 | Giappone (bandiera) | P     | Kiyoto Furushima  |
|    | Giappone (bandiera) |       | Kenji Ishida      |

## Stagione

### Statistiche di squadra
| Competizione          | Punti | Totale | Totale | Totale | Totale | Totale | Totale | DR  |
| Competizione          | Punti | G      | V      | N      | P      | Gf     | Gs     | DR  |
| --------------------- | ----- | ------ | ------ | ------ | ------ | ------ | ------ | --- |
| JSL Division 1        | 60    | 30     | 21     | 7      | 2      | 60     | 15     | +45 |
| JSL Cup               | -     | 1      | 0      | 0      | 1      | 1      | 3      | -2  |
| Coppa dell'Imperatore | -     | 2      | 1      | 0      | 1      | 5      | 2      | +3  |
| Totale                |       | 33     | 22     | 7      | 4      | 68     | 20     | +48 |